# Hôtel de Soissons
L'hôtel de la Reine devenu hôtel de Soissons était un palais, construit au XVIe siècle par la reine Catherine de Médicis dans le cœur de Paris. 

## Origine du nom
Fruit d'un long assemblage de propriétés, il porta au fil du temps, les noms d'« hôtel de Nesle », d'« hôtel de Bohême » ou de « Bahaigne », d'« hôtel d'Orléans », des Filles-Pénitentes  d'« hôtel de la Reine », des Princesses, en fonction des nobles familles auxquelles il appartint successivement.
Il tire le nom sous lequel le bâtiment est aujourd'hui connu du comte de Soissons (cousin du roi Henri IV) qui en fut un des propriétaires. 

## Situation
L'hôtel se situait dans le quartier des Halles, à l'emplacement approximatif de l'actuelle bourse de commerce.
Le domaine était entouré par la rue de Grenelle-Saint-Honoré (actuelle rue Jean-Jacques-Rousseau), la rue Coquillière, la rue du Four-Saint-Honoré (partie de la rue Vauvilliers incorporée au jardin Nelson-Mandela) et la rue des Deux-Écus (correspondant approximativement à une partie de la rue Berger et à la place des Deux-Écus).

Constructions successives sur l'emplacement de la bourse de Commerce de Paris de 1230 à 1763
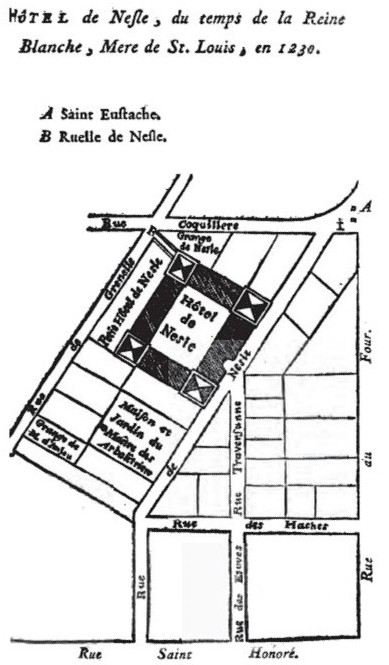
1230 - Hôtel de Nesle.
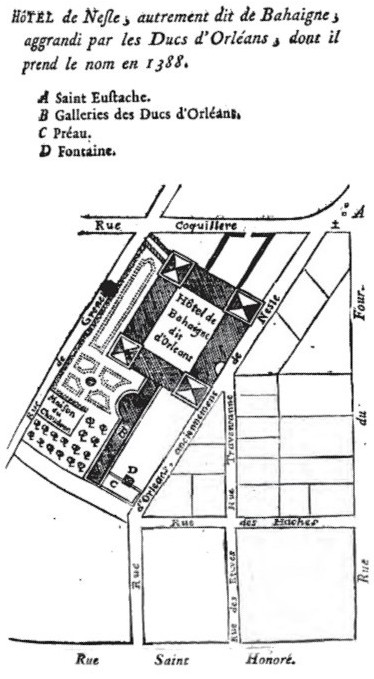
1388 - Hôtel de Bahaigne/d'Orléans.
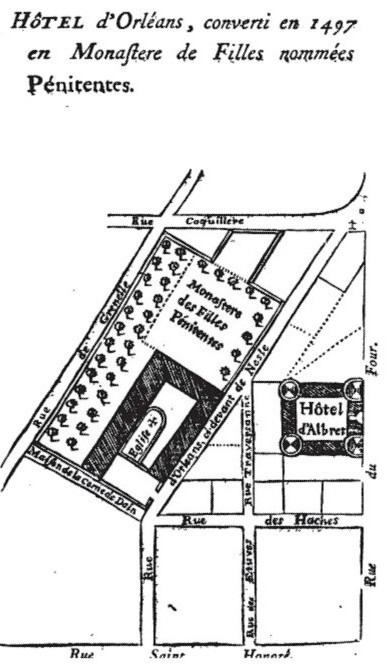
1497 - Monastère des Filles-Pénitentes/Hôtel d'Albert.
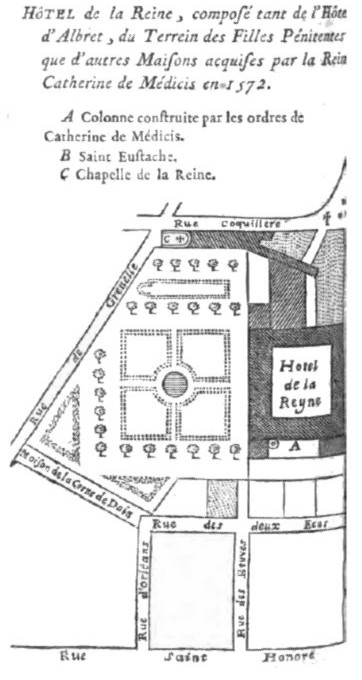
1572 - Hôtel de la Reine.
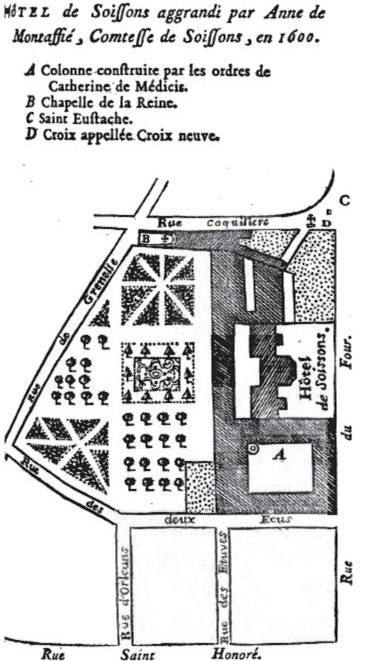
1600 - Hôtel de Soissons.
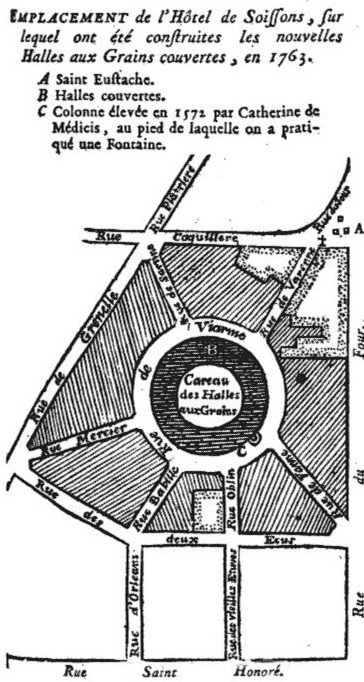
1763 - Halles aux Grains.

## Historique

### Au Moyen âge

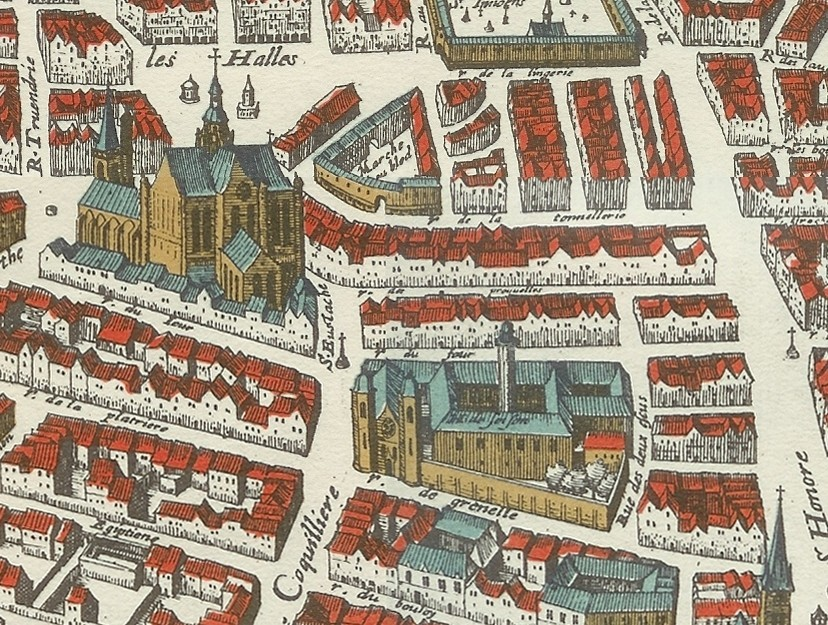
Hôtel de Soissons aux Halles en 1615 (Merian).

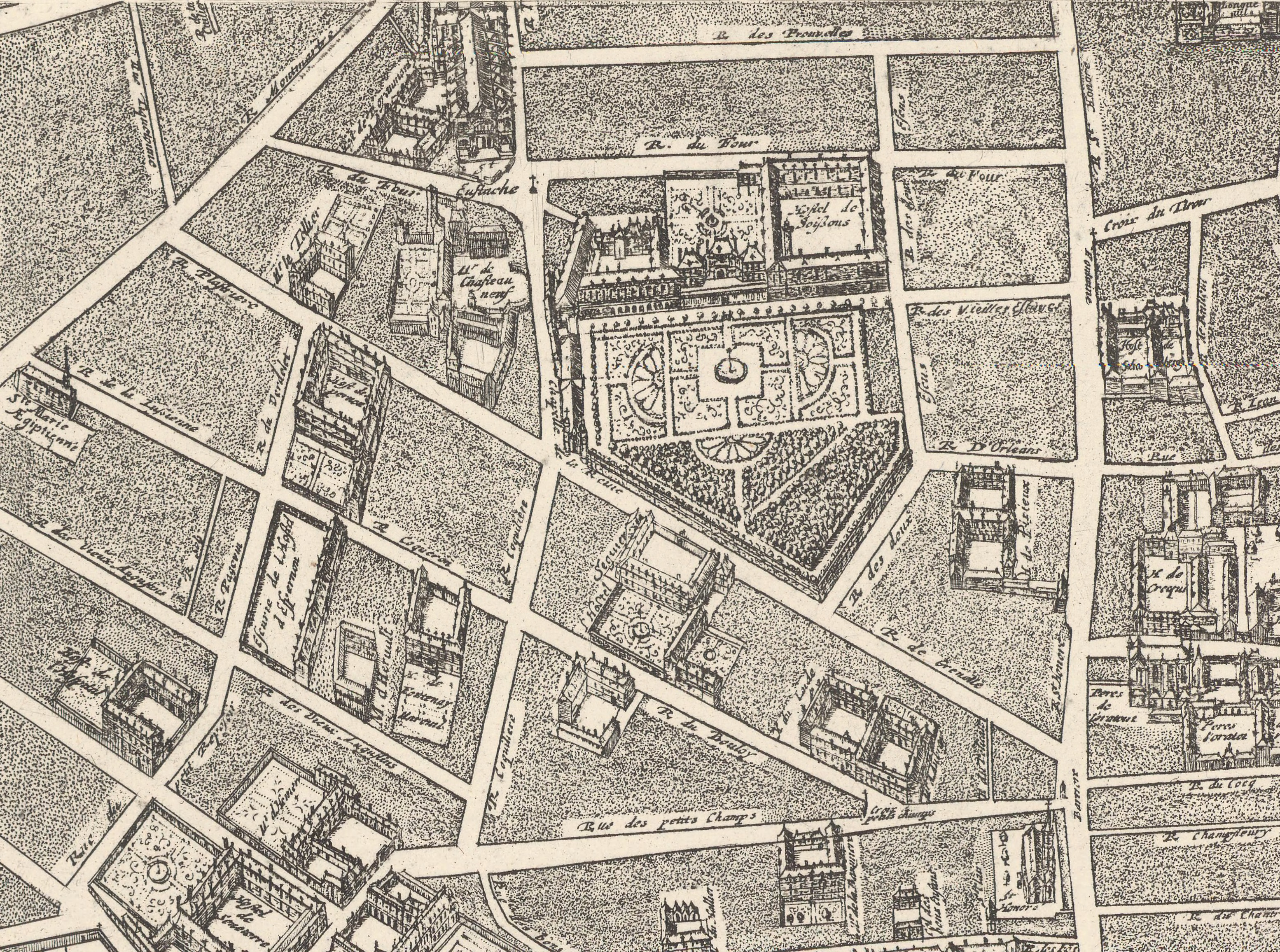
L'hôtel de Soissons et ses environs en 1652. Extrait du plan de Gomboust. Le nord est orienté vers la gauche.

Au début du XIIIe siècle, Jean II, seigneur de Nesle, fit construire un premier hôtel. Il s'agissait d'un corps de bâtiment flanqué de quatre tours sur un terrain planté de vignes. N'ayant pas d'héritiers, celui-ci en céda en 1232 la propriété à saint Louis, qui l'offrit à sa mère, Blanche de Castille, pour en faire sa résidence. Philippe le Bel, qui en hérita, l'offrit en 1296 à son frère, Charles de Valois. Charles de Valois en fait alors le siège de son administration. Y siégeaient la chambre des comptes, la chambre aux deniers et la chambre des plaids chargée des terres de son domaine. Pour permettre d'y loger ces services importants, Charles de Valois fait l'acquisition d'une maison attenante qu'il achète à Ymbert de Lyon. L'hôtel passa ensuite au fils de Charles, Philippe de Valois, qui, une fois devenu roi, le donna à Jean de Luxembourg, fils de l'empereur Henri VII du Saint-Empire et lui-même roi de Bohême. L'hôtel est alors renommé hôtel de Bohême.
Sa fille, Bonne de Luxembourg, héritière de l'hôtel en 1327, épousa le prince Jean de Normandie, futur roi de France sous le nom de Jean le Bon. Ce roi y séjourna car des lettres patentes du mois de novembre 1356, sont données « Parisis. in hospitio nostro de Negella ». 
Leur fils, Charles, le céda à Amédée VI de Savoie en 1354. Il appartint ensuite à Louis, duc d'Anjou et fils du roi Jean. Sa veuve, Marie de Blois, le vendit en 1388 à Charles VI, qui l'offrit à son frère Louis, duc de Touraine et d'Orléans. L'hôtel est alors connu sous le nom d'hôtel d'Orléans. Les ducs d'Orléans agrandirent l'hôtel au détriment des terrains provenant de l'enceinte de Philippe Auguste (chemins de ronde, murs, fossés et remparts).
Sur les instances du confesseur du roi Charles VIII, Jean Tisseran, celui-ci créa  le « couvent des filles repenties » installé en 1498, dans une partie de l'hôtel, tandis que le reste des bâtiments fut partagé entre le connétable et le chancelier du duc d'Orléans. Ce couvent occupa ensuite l'ensemble de l'hôtel.

### L'hôtel de la Reine

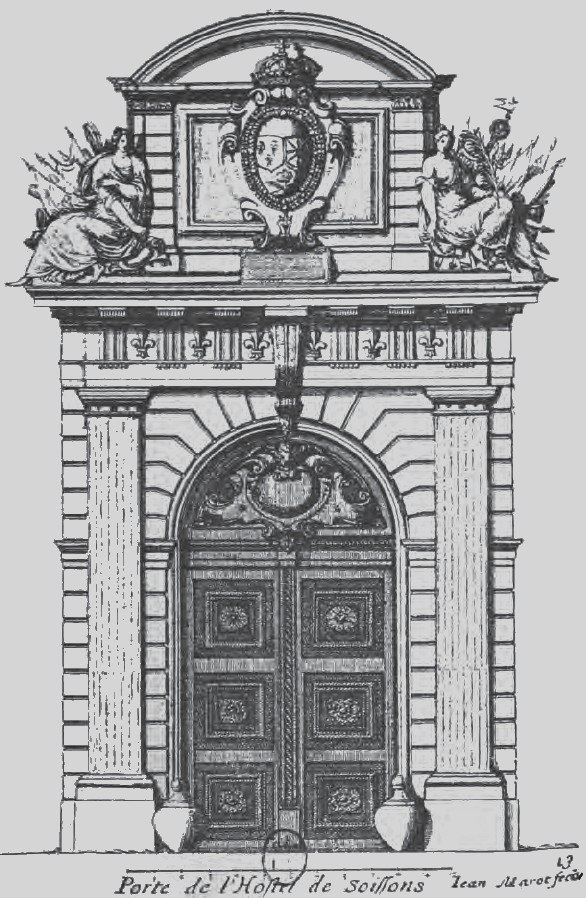
Portail de l'hôtel de Soissons.

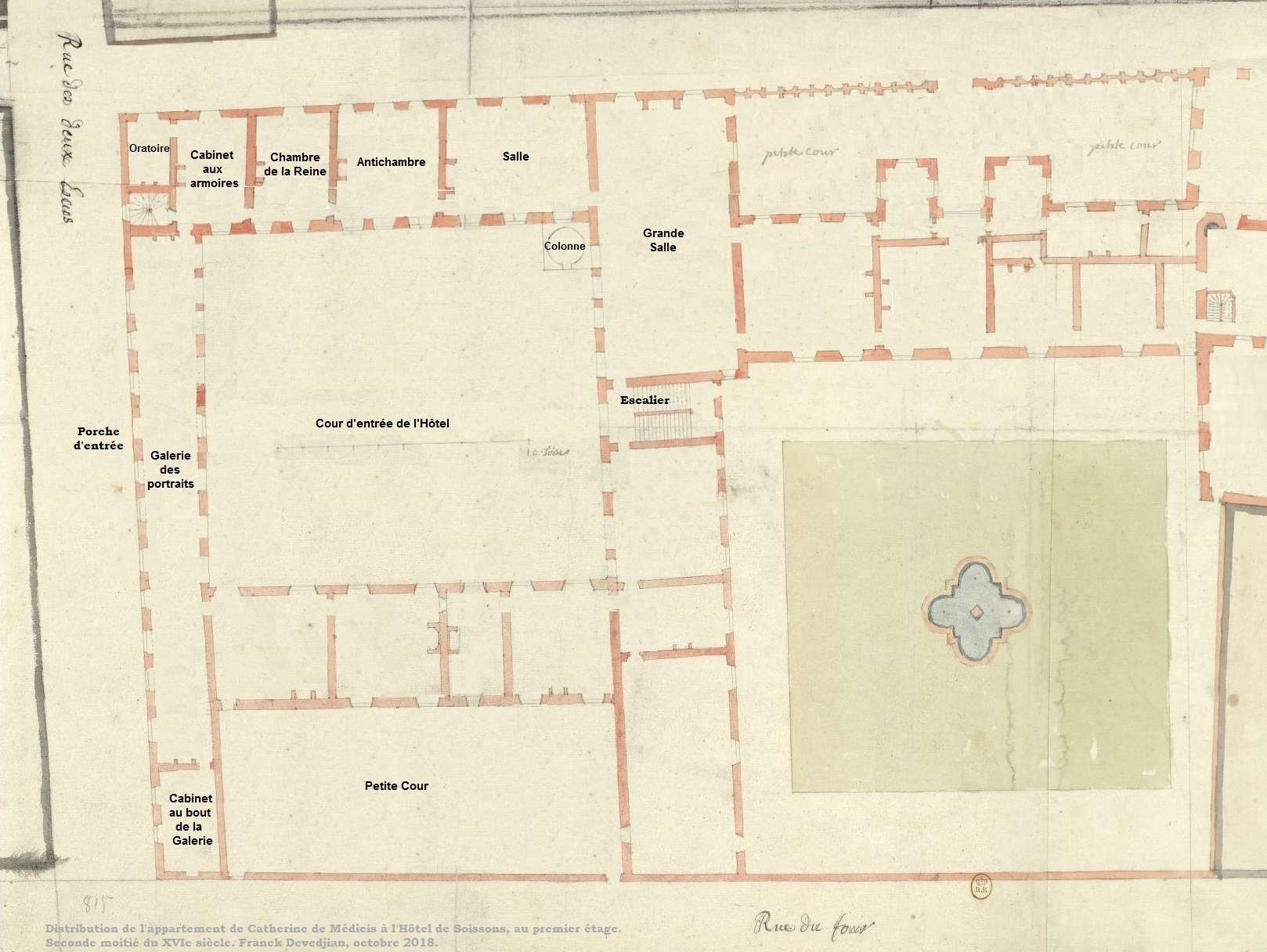
Distribution de l'appartement de Catherine de Médicis au premier étage de l'hôtel de Soissons, seconde moitié du XVIe siècle.

À partir de 1572, Catherine de Médicis abandonna subitement le palais des Tuileries qu'elle faisait édifier et acquit un hôtel appelé hôtel d'Albret, situé rue du Four-Saint-Honoré, constitué de diverses demeures qui avoisinaient le couvent à l'est. Elle s'y installa et commença l'aménagement de ce qui allait devenir l'hôtel de la Reine. L'hypothèse selon laquelle une prédiction serait la cause de ce déménagement précipité est la plus couramment retenue. Il est cependant difficile d'en connaître avec précision les raisons. 
La reine mère acheta donc dès 1572 les bâtiments entourant l'hôtel dit d'Albret pour les intégrer à sa résidence.  Elle fait déplacer le couvent des filles repenties dans les bâtiments de l'abbaye Saint-Magloire dont les religieux, de l'ordre de Saint-Benoît, furent eux-mêmes transférés au  faubourg Saint-Jacques. Les deux propriétés sont réunies et une partie de la rue d'Orléans-Saint-Honoré et de rue des Vieilles-Étuves qui les séparaient sont supprimées ; la rue des Deux-Écus est alors prolongée à l'ouest jusqu'à la rue de Grenelle-Saint-Honoré. 
Un nouvel hôtel est construit le long de la rue du Four-Saint-Honoré à l'emplacement de l'hôtel d'Albret et un vaste jardin est aménagé dans l'espace qui s'étendait jusqu'à la rue de Grenelle (rue Jean-Jacques-Rousseau aujourd’hui, dans sa partie sud, près de la rue Coquillière) . L'ensemble du projet fut confié à l'architecte Jean Bullant, qui s'y attela de 1572 à sa mort en 1578 et qui commença à exhausser le sol de 14 pieds pour mettre le bâtiment à l'abri des crues de la Seine. Une chapelle est construite à l'angle de la rue Coquillière et de la rue de Grenelle.
Une très belle Vénus de marbre couchée, réalisée par Jean Goujon, décorait le bassin d'une fontaine dans un des jardins. De nombreuses améliorations y furent apportées au fil du temps, dont notamment en 1611 un magnifique portail élevé par Salomon de Brosse.

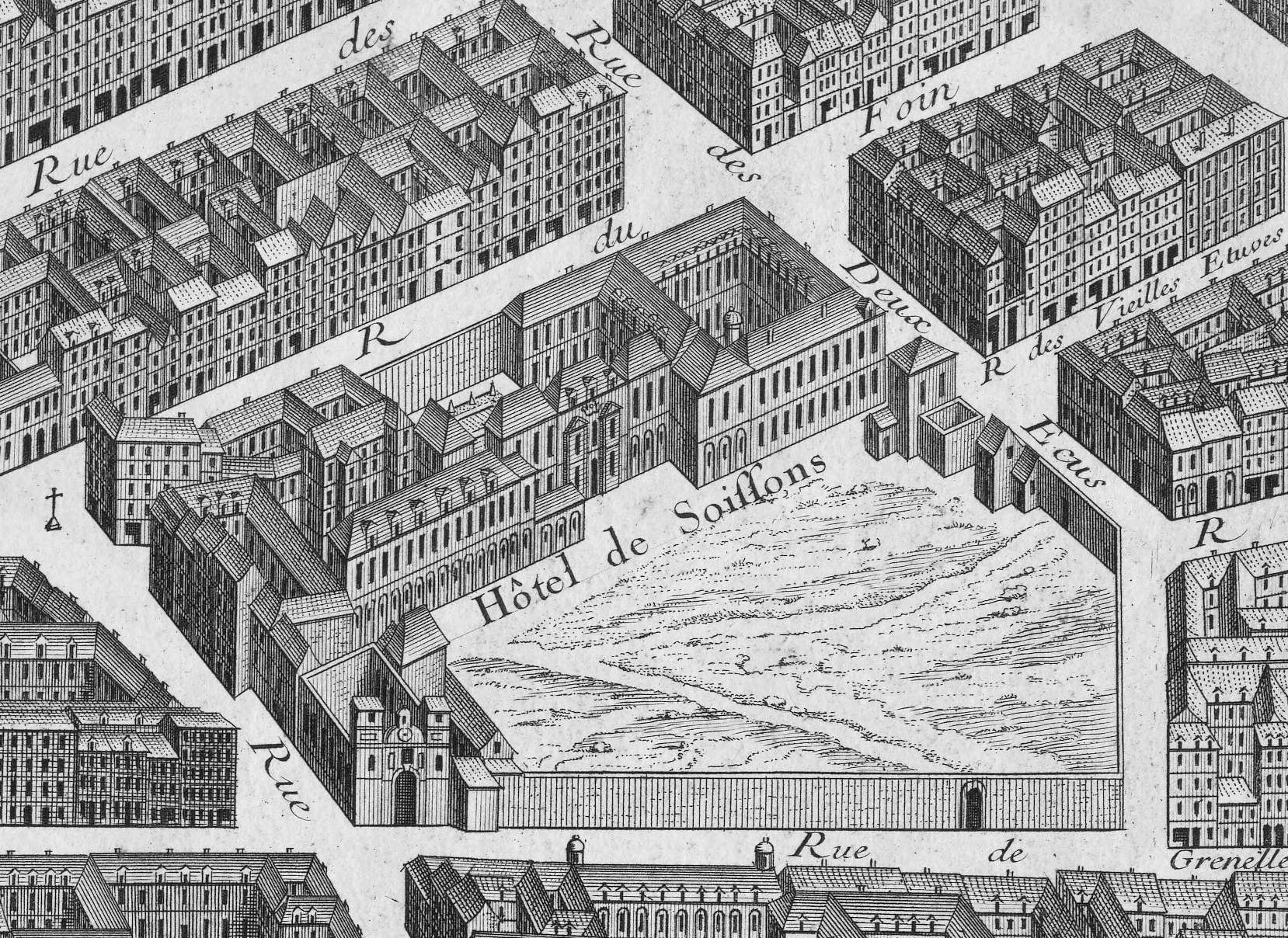
Hôtel de Soissons en 1734, plan de Turgot.

L'hôtel était composé de plusieurs appartements, dont un pour la reine-mère et un autre pour sa petite-fille Christine de Lorraine. Le roi et la reine, Henri III et Louise de Lorraine y avaient également leur chambre respective. L'hôtel comprenait des galeries et des salles de réception, magnifiquement décorées et ornées des collections d'œuvres d'art de Catherine de Médicis. Il servait alors de cadre aux réceptions mondaines et politiques de la cour.
L'hôtel possédait également une curieuse colonne astronomique cannelée, élevée dès 1574, appelée également colonne Médicis, haute de 31 mètres, qui existe encore et qui est le seul vestige de cet hôtel. Sa fonction exacte n’a jamais été déterminée, mais elle aurait pu servir aux observations de l'astrologue personnel de la Reine, le florentin Côme Ruggieri, auteur supposé de la prédiction déjà évoquée.
En 1589, après la mort de Catherine de Médicis et l'assassinat du duc de Guise, l'hôtel fut occupé par les princesses de la Ligue (dont Anne d'Este). À cette occasion, il prit provisoirement le nom d'Hôtel des Princesses. Pendant cet épisode, il fut dépouillé d'une grande partie de ses meubles.

### La transmission de l'hôtel

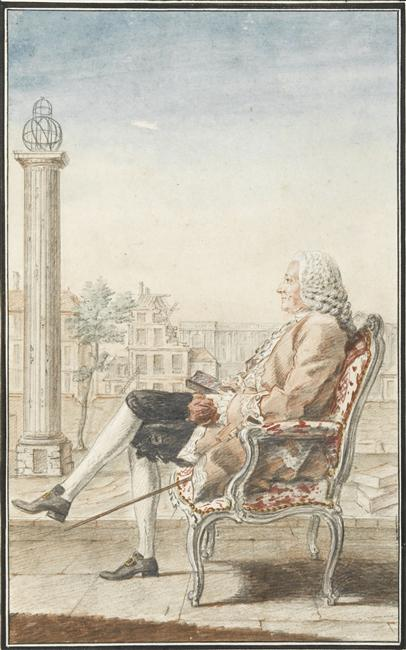
Louis Petit de Bachaumont veillant sur la colonne Médicis.

À la mort de la reine en 1589, l'hôtel échoit à sa petite-fille Christine de Lorraine, femme de Ferdinand Ier, grand duc de Toscane. En 1601, pour faire face aux dettes accumulées par Catherine de Médicis, les héritiers de la Reine cédèrent l'hôtel à Catherine de Bourbon (1559-1604), sœur d'Henri IV. À la mort de celle-ci, il fut acquis par Charles de Bourbon, comte de Soissons, qui lui donna son nom. Ce dernier mourut en 1612 et sa veuve, Anne de Montafié, comtesse de Soissons, poursuivit l'acquisition de nombreuses propriétés autour de l'hôtel jusqu'en 1644 date de son décès. L'hôtel de Soissons présentait alors son apparence et sa taille définitive. 
Il passa ensuite à sa fille, Marie de Bourbon, épouse de Thomas de Savoie, prince de Carignan. Leur fils Emmanuel-Philibert en hérita, puis son successeur Victor-Amédée de Savoie, prince de Carignan, en 1718.

### La disparition de l'hôtel
Le prince de Carignan établit dans les jardins de l'hôtel, en 1720, la Bourse de Paris, afin de soulager les riverains de la rue Quincampoix; entre la rue Quincampoix et l'hôtel de Soissons, les boutiques d'agiotage se tenaient place Vendôme, et c'est là qu'elles semblent avoir indisposé le chancelier .d'Aguesseau; la spéculation s'agitait sous les fenêtres de la Compagnie du Mississippi. Des baraques furent dressées devant l'hôtel pour y accueillir les agioteurs et y négocier. Le prince meurt totalement ruiné le 4 avril 1741; un train de vie dispendieux l'ayant rendu incapable d'entretenir son hôtel, ce dernier est alors saisi par les nombreux créanciers du prince qui obtiennent l'autorisation de le démolir et d'en disperser les matériaux. L'hôtel est finalement rasé en 1748-1749. En vertu de lettres patentes de 1755, la propriété est acquise par la prévôté de Paris pour la somme de 28 367 livres. 
La colonne Médicis, vendue séparément, fut acquise par Louis Petit de Bachaumont qui en fit ensuite don à la Ville de Paris.
Des lettres patentes du 25 novembre 1762, enregistrées en parlement le 22 décembre suivant, autorisent le lotissement de l'ancien hôtel de Soissons et la construction d'une nouvelle halle au blé pour remplacer celle qui se situait plus à l'est entre la rue de la Tonnellerie et la rue de la Fromagerie (au niveau de l'actuel forum des Halles).
Les terrains ainsi dégagés servirent donc à la construction de la halle au blé de Paris et au percement des rues suivantes :
- la rue de Viarmes, autour de la halle au blé ;
- la rue Sartine, qui partait du carrefour des rues Coquillière, de Grenelle-Saint-Honoré et Platrière (actuelle rue Jean-Jacques-Rousseau) ;
- la rue Oblin (impasse prolongée) dans l'axe de la rue du Jour ;
- la rue Vannes, qui partait du carrefour de la rue des Deux-Écus (actuelle rue Berger) et de la rue du Four-Saint-Honoré (actuelle rue Vauvilliers);
- la rue Devarenne ou (rue de Varenne-Halle-Au-Blé), dans l'axe de la rue des Vielles-Étuves (actuelle rue Sauval) ;
- la rue Babille, qui partait du carrefour de la rue des Deux-Écus et de la rue d'Orléans-Saint-Honoré (rue disparue) ;
- la rue Mercier, qui partait du carrefour de la rue de Grenelle-Saint-Honoré et de la rue des Deux-Écus (actuelle place des Deux-Écus).

La largeur de la rue de Viarmes est fixée à 39 pieds, alors que celle des six autres rues est fixée à 24 pieds. Toutes ces voies reçurent les noms des échevins (rue Devarenne, rue Vannes, rue Mercier, rue Babille), du prévôt des marchands de Paris (rue de Viarmes), du lieutenant de police (rue Sartine) et celui des lotisseurs (rue Oblin). Les rues sont tracées en 1765 et la halle est construite entre 1763 et 1767.
La halle au blé fut elle-même remplacée par la Bourse de commerce en 1889. À la même époque, les rues de Sartine, Babille et Mercier sont supprimées, la rue de Viarmes est élargie à l'ouest et les rues Clémence-Royer, Sauval (à l'emplacement de la rue Devarenne) et Adolphe-Jullien sont créées. Les rues Vannes et Oblin sont supprimées en 1934. La moitié de la rue de Viarmes est supprimée et incorporée au jardin des Halles, actuel jardin Nelson-Mandela.